# Gruzínská kaligrafie

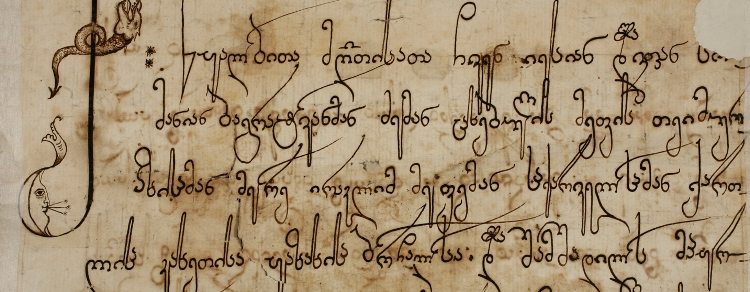
Gruzínská kaligrafie.

Gruzínská kaligrafie - je část umění písma gruzínského jazyka které se používá ve 3 pismech.